# Scottish League Two 2023/24
Die Scottish League Two wurde 2023/24 zum 11. Mal als vierthöchste Fußball-Spielklasse der Herren in Schottland ausgetragen. Die Liga wurde offiziell als cinch League Two ausgetragen und war nach der Premiership, Championship und League One eine der vier Ligen in der Scottish Professional Football League. Gefolgt wurde die League Two von den regionalen Ligen, der Highland und Lowland Football League.
Die Saison wurde von der Scottish Professional Football League geleitet und ausgetragen begann am 5. August 2023 und endete mit dem 36. Spieltag am 4. Mai 2024.
In der Saison 2023/24 traten zehn Klubs in insgesamt 36 Spieltagen gegeneinander an. Jedes Team spielt jeweils zweimal zu Hause und auswärts gegen jedes andere Team.

## Vereine
| Verein                  | Stadt         | Stadion                    | Kapazität |
| ----------------------- | ------------- | -------------------------- | --------- |
| Bonnyrigg Rose Athletic | Bonnyrigg     | New Dundas Park            | 3.000     |
| FC Dumbarton            | Dumbarton     | Dumbarton Football Stadium | 2.020     |
| FC Clyde                | Cumbernauld   | New Douglas Park           | 6.018     |
| FC East Fife            | Methil        | Bayview Stadium            | 1.980     |
| Elgin City              | Elgin         | Borough Briggs             | 4.520     |
| Forfar Athletic         | Forfar        | Station Park               | 6.777     |
| FC Peterhead            | Peterhead     | Balmoor Stadium            | 3.150     |
| FC Spartans             | Edinburgh     | Ainslie Park               | 3.612     |
| FC Stenhousemuir        | Stenhousemuir | Ochilview Park             | 3.746     |
| FC Stranraer            | Stranraer     | Stair Park                 | 4.178     |

## Abschlusstabelle
| Pl. | Verein                  | Sp. | S  | U  | N  | Tore    | Diff. | Punkte |
| --- | ----------------------- | --- | -- | -- | -- | ------- | ----- | ------ |
| 1.  | FC Stenhousemuir        | 36  | 18 | 14 | 4  | 050:310 | +19   | 68     |
| 2.  | FC Peterhead (A)        | 36  | 16 | 12 | 8  | 058:390 | +19   | 60     |
| 3.  | FC Spartans (N)         | 36  | 15 | 13 | 8  | 053:430 | +10   | 58     |
| 4.  | FC Dumbarton            | 36  | 16 | 9  | 11 | 056:440 | +12   | 57     |
| 5.  | FC East Fife            | 36  | 11 | 11 | 14 | 046:470 | −1    | 44     |
| 6.  | Forfar Athletic         | 36  | 9  | 15 | 12 | 038:450 | −7    | 42     |
| 7.  | Elgin City              | 36  | 10 | 10 | 16 | 035:590 | −24   | 40     |
| 8.  | Bonnyrigg Rose Athletic | 36  | 9  | 12 | 15 | 047:480 | −1    | 39     |
| 9.  | FC Clyde (A)            | 36  | 9  | 11 | 16 | 046:580 | −12   | 38     |
| 10. | FC Stranraer            | 36  | 9  | 9  | 18 | 038:530 | −15   | 36     |

Platzierungskriterien: 1. Punkte – 2. Tordifferenz – 3. geschossene Tore – 4. Direkter Vergleich (Punkte, Tordifferenz, geschossene Tore)
| Zum Saisonende 2023/24: |                                                                       |
| Meister und Aufsteiger in die Scottish League One 2024/25 Teilnahme an den Aufstieg-Play-offs Teilnahme an der Abstiegs-Relegation |                                                                       |
| |                                                                       |
| Zum Saisonende 2022/23 |                                                                       |
| (A) | Absteiger aus der Scottish League One 2022/23                         |
| (N) | Aufsteiger aus der Lowland Football League / Highland Football League |

## Relegation
Teilnehmer an den Relegationsspielen waren der Zehntplatzierte der diesjährigen League Two sowie die beiden Meister aus der Highland- und Lowland Football League. Der Sieger der ersten Runde spielte in der zweiten Runde gegen den League-Two-Verein um einen Platz für die folgende Saison 2024/25. Die Spiele der ersten Runde sollten am 27. April und 4. Mai 2024 stattfinden. Am 25. April 2024 erklärte die Scottish FA, dass der Meister der Highland Football League, Buckie Thistle, keine professionelle Lizenz erhalten hat, und deswegen der Klub nicht berechtigt war an der Relegation teilnehmen zu dürfen. Dadurch qualifizierte sich der Meister der Lowland Football League, der FC East Kilbride automatisch für die zweite Runde.
Die Spiele wurden am 11. und 18. Mai 2024 ausgetragen.
|                  | Gesamt |              | Hinspiel  | Rückspiel            |
| ---------------- | ------ | ------------ | --------- | -------------------- |
| FC East Kilbride | 3:5    | FC Stranraer | 2:2 (1:1) | 1:3 n. V. (0:1, 1:1) |